# الصحافة البناءة
الصحافة البناءة هي مجال ناشئ داخل الصحافة ترتكز ببطء داخل الأوساط الأكاديمية. وتشمل مجال الاتصال الذي يعتمد على الإبلاغ عن الأخبار التي تركز على الحلول، بدلًا من أن تدور فقط حول القصص السلبية والقائمة على الصراع. الفكرة وراء الصحافة البناءة هي إعطاء القصص المزيد من السياق وجعل مستهلك الأخبار أكثر ذكاء. من خلال إعطاء المزيد من الخلفية، وأيضًا الإبلاغ عما يسير على ما يرام، بحيث يكون الناس أكثر قدرة على خلق رؤية واقعية للعالم. بدلًا من الإبلاغ عن القضايا فقط، في الصحافة البناءة يتناول الصحفي أيضًا ما يمكن للمستهلك فعله بالمعلومات، مثل كيفية اتخاذ إجراء بشأن قضية ما. لا يعكس الصحفي رأيه، ولا يقدم أو ينفذ ما هي هذه الحلول، ولكنه يحاول إبلاغ المجتمع بالحلول التي قد تكون موجودة. يقول رواد الصحافة البناءة: «بصفتك صحفيًا، لديك تأثير كبير على الطريقة التي يفكر بها الناس، بسبب الطريقة التي تبني بها الأخبار». يحتاج الصحفيون إلى أن يكونوا أكثر وعيًا بهذه المسؤولية؛ من خلال توخي المزيد من الحذر في الطريقة التي يبنون بها قصصهم. يُعتقد أن العديد من الصحفيين الذين يستخدمون طريقة ساخرة للغاية في نقل الأخبار، ينسون أنه من خلال الإبلاغ عن كل ما يحدث بشكل خاطئ من مسافة بعيدة، فإنهم يحركون المجتمع أيضًا. يكمن الهدف في تجنب التحيز السلبي ويتضمن نتائج من أبحاث علم النفس الإيجابي لإنتاج أطر جديدة للصحافة. لذلك، بدلًا من الاكتفاء بتغطية الصراعات والمشاكل، تهدف الصحافة البناءة إلى الحصول على صورة أكثر شمولًا للقضايا المطروحة. ويهدف إلى الكشف عن الأسباب الأساسية للمشاكل، ولكن أيضًا إلى الإبلاغ عن الأفكار والتطورات الناشئة لتحويل المجتمع نحو مسارات أكثر حيادية واستدامة. تهدف الصحافة البناءة إلى التعبير عن كيفية إمكانية التغيير وتسلط الضوء على الدور الذي يمكن أن يلعبه كل فرد في المجتمع لتعزيزه. بالإضافة إلى ذلك، تسعى جاهدة لتعزيز مدونة أخلاقيات الصحافة من خلال تجنب تشويه المعلومات من أجل تقديم صورة أكثر واقعية للعالم. تحاول الصحافة البناءة خلق سرد جذاب صحيح من الناحية الواقعية دون المبالغة في الأرقام أو الحقائق. تمت أول أطروحة دكتوراه في العالم حول الصحافة البناءة في كلية الصحافة والاتصال الجماهيري في جامعة نورث كارولينا، تشابل هيل، في عام 2015، من قبل كارين ماكنتاير.

## التطبيقات
وفقًا للصحفية الدنماركية كاثرين جيلدنستيد، يمكن اعتماد الأنواع الأربعة من الاستجواب العلاجي لمعالج أنظمة الأسرة الكندي كارل توم في نهج مقابلة يمكن استخدامه أيضًا من قبل الصحفيين. يوفر إطار عمل توم الأصلي أربعة أنواع من الأسئلة التي يمكن للمعالج استخدامها في جلسات العلاج النفسي لتحقيق نتائج علاجية إيجابية من العملاء. باستخدام النموذج نفسه في الصحافة، يمكن الحصول على إجابات بناءة مماثلة من الشخص الذي جرت مقابلته.
فيما أسماه «المقابلات البينية» المصممة لتسهيل التغييرات الإيجابية في ديناميكيات الأسرة، يقسم توم الأسئلة إلى أربعة أنواع بناء على بعدين متقاطعين يشكلان أربعة أرباع. يميز البعد الأول للقصد بين «توجيه الأسئلة» التي تساعد المحاورين «المعالجين» على توجيه وجهات نظرهم حول الأشخاص الذين أجريت معهم المقابلات «العملاء» و«الأسئلة المؤثرة» التي تتحدى فهم الأشخاص الذين أجريت معهم المقابلات. عند استخدامه خارج العلاج النفسي، كما هو الحال في الصحافة. يجري تفسير هذا البعد من القصدية أيضًا على أنه الانقسام الزمني بين التوجه الماضي والتوجه المستقبلي. البعد الثاني للخطي مقابل الدائري. الافتراضات الدائرية، التي تستند نظريًا إلى أعمال غريغوري بيتسون حول طبيعة العقل، تميز بين الافتراضات الخطية التي تتخذ نهجًا اختزاليًا حتميًا والافتراضات الدائرية التي تتخذ نهجًا شاملًا ومنهجيًا. الأنواع الأربعة الناتجة عن الأسئلة هي:
1. الأسئلة الخطية «المحقق»: أسئلة التحقيق الأساسية التي تتعامل مع «من فعل ماذا؟، أين؟، متى؟، ولماذا؟». يساعد هذا النوع من الأسئلة في اكتشاف الجانب الواقعي للمشكلة أو القضية.
2. الأسئلة الدائرية «عالم الأنثروبولوجيا»: يكتشف هذا النوع من الأسئلة المنظور السياقي ذي الصلة وراء الحقائق. أمثلة: «كيف أثر هذا عليك أو أشياء أخرى/ أشخاص/ إلخ ؟» و «ما هو تفسيرك لـ إيه أو بي؟».
3. الأسئلة الانعكاسية «عالم المستقبل»: في الأسئلة التأملية، يقترح القائم بإجراء المقابلة منظورًا جديدًا حول موضوع معين، ما يدفع الشخص الذي أجريت معه المقابلة إلى التفكير في إمكانية جديدة لإيجاد حلول بناءة للمشكلة أو القضية. أمثلة: «ما الذي تعتقد أن إيه يؤمن به، عندما يكون في هذا الموقف؟، «كيف ستتعامل مع هذه المشكلة؟»، و ما هو الإجراء الذي يجب اتخاذه من أجل القيام بـ إيه أو بي».
```
4. الأسئلة الاستراتيجية «الكابتن»: يوجه الشخص الذي أجريت معه المقابلة إلى الالتزام بالحل. أمثلة: «ما الذي يجب القيام به؟» و«هل ستفعل ذلك؟» و«متى ستفعل ذلك؟»
```

ويفيد جيلدنستيد بأن الصحفيين التقليديين يميلون إلى أن يكونوا موجهين نحو الماضي، وبالتالي يستبعدون الأسئلة الموجهة نحو المستقبل، وخاصة «عالم المستقبل». على سبيل المثال، في مؤتمر صحفي استمر أربع ساعات مع رئيس وزراء دنماركي سابق، طرحت الصحافة 59٪ من «المحقق»، و 19.٪  «الكابتن»، و18.7٪ «عالم الأنثروبولوجيا»، و 3٪ فقط من «عالم المستقبل» من الأسئلة من أصل ما مجموعه أكثر من 130 سؤالًا. وكتبت: «نتيجة لذلك، يفوت الصحفيين طرح الأسئلة التي تستكشف وجهات نظر وحلول ورؤى جديدة، وإثارة الإجراءات للبناء على تلك المنظورات. تتطلب المقابلة المثالية والبناءة توازنًا بين جميع أنواع الأسئلة الأربعة، لأن المقابلة التي تحتوي على جميع الأدوار الأربعة للاستجواب تكشف عن المشكلة والأطراف المعنية «المحقق»، وتوفر التفكير فيما حدث «عالم الأنثروبولوجيا»، وتشير إلى حل أو ترسم رؤية أكبر «عالم المستقبل»، وتلزم صناع القرار «الكابتن». هذه الأنواع الأربعة من الأسئلة، التي ترتكز على العلاج الأسري، فعالة بشكل خاص في الصحافة السياسية، لأن المحاور يمكن أن تشجع «الوساطة في المناقشات السياسية» وبالتالي تسهل التعاون البناء بين السياسيين.